# ارنی ریس جونیور
ارنی ریس جونیور (به انگلیسی: Ernie Reyes, Jr.) (زاده ۱۵ ژانویه ۱۹۷۲) رزمی‌کار و بازیگر آمریکایی است.
از فیلم‌های معروف او می‌توان به بازی در فیلم به جنگل خوش آمدید و لاک‌پشت‌های نینجای ۲ اشاره کرد.